# Айнзидель, Хорст фон
Хорст Карл фон Айнзидель (нем. Horst Karl von Einsiedel; 7 июня 1905, Дрезден — 25 февраля 1947, Заксенхаузен) — немецкий экономист, юрист, антифашист, член движения Сопротивления во время Второй мировой войны, член организации «Красная капелла» и «Кружка Крайзау».

## Биография
Хорст Карл фон Айнзидель родился в семье Готхарда фон Айнзиделя и Хенриетты Хиппе. Он происходил из старинного дворянского рода, исповедовавшего лютеранство. Отец его был врачом.
С 1924 года изучал право в университете Бреслау (ныне Вроцлав в Польше). Вместе с Карлом Дитрихом фон Трота был членом Силезского отделения Deutsche Freischar (движение скаутов в Германии). Он был одним из основателей трудового лагеря Ассоциации Лёвенбергер для улучшения бедственного положения жителей Силезии.
Существенная часть его будущей социальной концепции основывалась на идеях профессора Евгения Розенсток-Хюсси о трудовых лагерях. Затем он учился в Киле в Институте мировой экономики у профессора Адольфа Лёве, участвуя в его экономических исследованиях, связанных с социологией. В 1930 году стал членом Социал-демократической партии Германии (SPD). Он продолжил свои исследования с 1930 по 1932 год, получая юридическое образование в США. В 1933 году, вместе с Адольфом Лёве, трудился над исследованием, финансировавшимся Франклином Рузвельтом, по изысканию мер в борьбе с последствиями глобального экономического кризиса.
При нацистах социал-демократические убеждения Хорста фон Айнзиделя были серьёзным препятствием в устройстве на работу. В конце 1934 года он смог устроиться в Имперское бюро по химическим исследованиям, где дослужился до места главы отдела планирования.
Ещё в 1930 году пытался вместе с Карлом Дитрихом фон Трота и Арвидом Харнаком создать оппозиционное движение нацистскому режиму. В 1940 году вступил в Кружок Крайзау, куда ввел Карла Дитриха фон Трота и Маргарет Бартельт. Его интерес касался вопросов социальных аспектов рыночной экономики и экономического порядка. Он подозревался в участии в покушении на Адольфа Гитлера 20 июля 1944 года. Однако гестапо не смогло предоставить достаточно доказательств.
С мая 1945 года работал в области делового администрирования во вновь образованном муниципалитете Берлина, затем в августе перешел в департамент планирования промышленности Германии при центральном правительстве в Советской оккупационной зоне. После контактов с властями США, которые он поддерживал через Карла Дитриха фон Трота, в конце 1945 года Хорст фон Айнзидель был арестован в Берлине советскими спецслужбами. Он был объявлен «американским шпионом» и помещён в Спецлагерь № 7 на территории бывшего концлагеря Заксенхаузен, где 25 февраля 1947 года погиб при невыясненных обстоятельствах.
Хорст фон Айнзидель был одним из сторонников европейской экономической и политической интеграции, вплоть до отказа от национального суверенитета.

## Сочинения
- Sind öffentliche Arbeiten ein Mittel der Konjunktur-Politik? Dargestellt auf Grund der Erfahrungen in den Vereinigten Staaten, wirtschafts- und sozialwissenhaftliche Dissertation vom 27. Juni 1933, Verlag Triltsch, Würzburg 1933.